# Wettersegen
Der Wettersegen ist ein alter Brauch in der katholischen Kirche, mit dem die Gläubigen in der Liturgie Gott um gutes, das heißt, gedeihliches Wetter für die Ernte und um die Verschonung vor Unwettern und Katastrophen bitten. Die Geschichte des Wettersegens lässt sich bis ins Mittelalter zurückverfolgen.

## Geschichte und Form

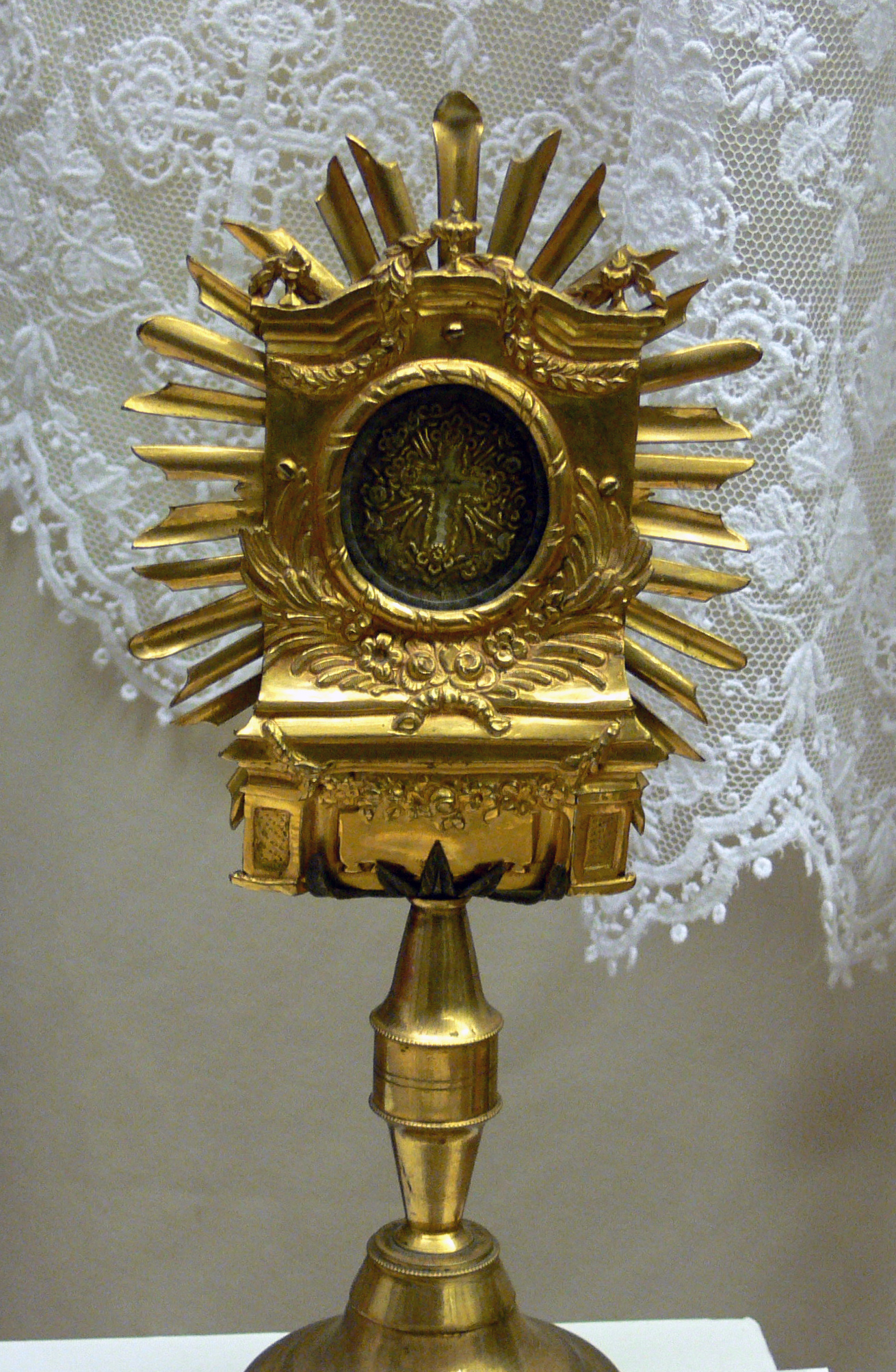
Der Wettersegen kann auch mit einer Kreuzreliquie erteilt werden.

Wetterbannende Praktiken als apotropäische Handlungen, um Unwetter als Ausdrücke dämonischen Handelns abzuwehren, sind in zahlreichen Kulturen bekannt. Verbreitete Formen im Christentum waren das Wetterläuten beim Heranziehen eines Gewitters, Bittprozessionen, Hagelfeiertage mit Hagelprozessionen, Wetterpredigten, das Aufstellen von geweihten Wetter- oder Schauerkerzen oder das Verbrennen von Palmzweigen. Die Grenzen zwischen mythischen oder magischen und religiösen Vorstellungen, zwischen Volksfrömmigkeit und Aberglaube waren fließend. Daher legte die Kirche seit dem Mittelalter Wert auf eine Unterscheidung und liturgische Reglementierung der Formen. Der Wettersegen im Frühjahr und Sommer wird heute als Ausdruck der Sorge um das tägliche Brot für alle Gemeinden in Stadt und Land empfohlen; häufiger Brauch war er vor allem in ländlichen Gegenden.
Er wird am Ende einer heiligen Messe vom Zelebranten gespendet, in der Regel an Sonntagen, früher mancherorts auch täglich. Der Zeitraum variiert nach örtlichen Gegebenheiten, traditionell zwischen dem früheren Festtermin der Kreuzauffindung am 3. Mai und dem Fest der Kreuzerhöhung am 14. September. Regional ist es üblich, den Wettersegen auch bereits ab dem Fest des heiligen Markus, dem 25. April, dem Tag, an dem früher die Markusprozession üblich war, erteilt, in einigen Regionen wird er auch nach dem Fest der Kreuzerhöhung noch gespendet. Form und Ablauf des Segens können nach örtlichem Brauch variieren.
Seit der Liturgiereform nach dem Zweiten Vatikanischen Konzil kann der Wettersegen als Variante des Schlusssegens der heiligen Messe erteilt werden, wo vorhanden auch mit einer Kreuzreliquie. Das Anliegen gedeihlicher Witterung wird oft auch in den Fürbitten angesprochen. In der außerordentlichen Form des römischen Ritus, in dem auch das Fest der Kreuzauffindung begangen wird, wird der Wettersegen als zweiter, zusätzlicher Segen nach dem Schlusssegen und dem Schlussevangelium gespendet und kann auch als sakramentaler Segen erteilt werden.
Die Verbindung eines Wettersegens mit dem Schlussevangelium der heiligen Messe ist bereits im 12. Jahrhundert bezeugt. Der Text des Schlussevangeliums, in der Regel Joh 1,1–14 , war als „Segensperikope“ auch bei der Spendung von Sakramenten wie der Taufe oder den Sterbesakramenten beliebt. Zeitweise war es üblich, im Rahmen des Wettersegens die Anfänge aller vier Evangelien, in die vier Himmelsrichtungen gerichtet, zu sprechen.

## Segensformeln

### Ablauf und Struktur
Das Benediktionale für die katholischen Bistümer des deutschen Sprachgebiets bietet drei Formen eines Wettersegens, die an die Stelle des Schlussegens der Messe treten können. Immer ist eine Oration und eine anschließende längere oder kürzere Segensformel enthalten, der Segen kann eingeleitet werden durch ein Gott lobendes Wechselgebet (erste Form) oder einen kurzen Versikel (zweite Form) zwischen Zelebrant (Z) oder Kantor und Gemeinde. Der Wettersegen kann gesprochen oder gesungen werden. Es schließt sich der übliche Entlassungsruf der Messe „Gehet hin in Frieden. – Dank sei Gott, dem Herrn.“ an.
Dritte Form
(Z) Gott, du Schöpfer aller Dinge, du hast uns Menschen die Welt anvertraut und willst, dass wir ihre Kräfte nützen.

Aus dem Reichtum deiner Liebe schenkst du uns die Früchte der Erde: den Ertrag aus Garten und Acker, Weinberg und Wald, damit wir mit frohem und dankbaren Herzen dir dienen.

Erhöre unser Gebet:

Halte Ungewitter und Hagel, Überschwemmung und Dürre, Frost und alles, was uns schaden mag, von uns fern.

Schenke uns alles, was wir zum Leben brauchen.

Darum bitten wir durch Christus unseren Herrn. Amen!

Und der Segen des allmächtigen Gottes, des Vaters und des Sohnes und des Heiligen Geistes, komme auf euch herab und bleibe bei euch allezeit.

(A) Amen.
Zweite Form
(Z) Unsere Hilfe ist im Namen des Herrn,

(A) der Himmel und Erde erschaffen hat.

(Z) Lasset uns beten.

Es folgt eine Oration, die je nach Witterungsverhältnissen (um Regen – um gutes Wetter – bei Unwetter und Sturm) variieren kann. Danach lautet der Segen:

(Z) Gott, der allmächtige Vater, segne euch und schenke euch gedeihliches Wetter; er halte Blitz, Hagel und jedes Unheil von euch fern.

(A) Amen

(Z) Er segne die Felder, die Gärten und den Wald und schenke euch die Früchte der Erde.

(A) Amen

(Z) Er begleite eure Arbeit, damit ihr in Dankbarkeit und Freude gebraucht, was durch die Kräfte der Natur und die Mühe des Menschen gewachsen ist.

(A) Amen

(Z) Das gewähre euch der dreieinige Gott, der Vater und der Sohn und der Heilige Geist.

(A) Amen

### Vorkonziliare Form
| ℣ A fulgure, grandine et tempestate. | Vor Blitz, Hagel und Unwetter. |
| ℟ Libera nos, Domine Jesu Christe. | Erlöse uns, Herr Jesus Christus. |
| ℣ Ostende nobis, Domine, misericordiam tuam. | Erzeige uns Deine Huld, o Herr. |
| ℟ Et salutare tuum da nobis. | Und schenke uns Dein Heil. |
| ℣ Domine, exaudi orationem meam. | Herr, erhöre mein Gebet. |
| ℟ Et clamor meus ad te veniat. | Und laß mein Rufen zu Dir kommen. |
| ℣ Dominus vobiscum. | Der Herr sei mit euch. |
| ℟ Et cum spiritu tuo. | Und mit deinem Geiste. |
| ℣ Oremus! Quaesumus, omnipotens Deus, ut, intercessione sanctae Dei Genitricis Mariae, sanctorum Angelorum, Patriarcharum, Prophetarum, Apostolorum, Martyrum, Confessorum, Virginum, Viduarum, et omnium Sanctorum tuorum, continuum nobis praestes subsidium, tranquillam auram permittas, atque contra fulgura et tempestates desuper nobis indignis tuam salutem effundas de caelis, et generi humano semper aemulas, dextera potentiae tuae, aereas conteras potestates. Per eundem Christum, Dominum nostrum. Amen. | Lasset uns beten! Wir bitten Dich, allmächtiger Gott: Verleihe uns auf die Fürbitte der hl. Gottesmutter Maria, der hll. Engel, Patriarchen, Propheten, Apostel, Martyrer, Bekenner, Jungfrauen, Witwen und aller Deiner Heiligen immer Deinen Schutz; gib, dass Ruhe sei in den Lüften; lass gegen Blitz und Ungewitter Dein Heil vom Himmel über uns Unwürdige herabströmen und mache mit Deiner starken Hand die dem Menschen stets feindlichen Mächte der Lüfte zunichte. Durch Ihn, Christus, unsern Herrn. Amen. |
| ℣ Sit nomen Domini benedictum. | Der Name des Herrn sei gepriesen. |
| ℟ Ex hoc nunc et usque in saeculum. | Von nun an bis in Ewigkeit. |
| ℣ Adjutorium nostrum in nomine Domini. | Unsere Hilfe ist im Namen des Herrn. |
| ℟ Qui fecit caelum et terram. | Der Himmel und Erde erschaffen hat. |
| ℣ Benedictio Dei omnipotentis, Patris + et Filii et Spiritus Sancti, descendat super vos, locum istum et fructus terrae et maneat semper. | Der Segen des allmächtigen Gottes, des Vaters + und des Sohnes und des heiligen Geistes komme herab auf euch, auf diesen Ort und auf die Früchte der Erde und verbleibe allezeit. |
| ℟ Amen | |